# Carnevale di Ascoli Piceno

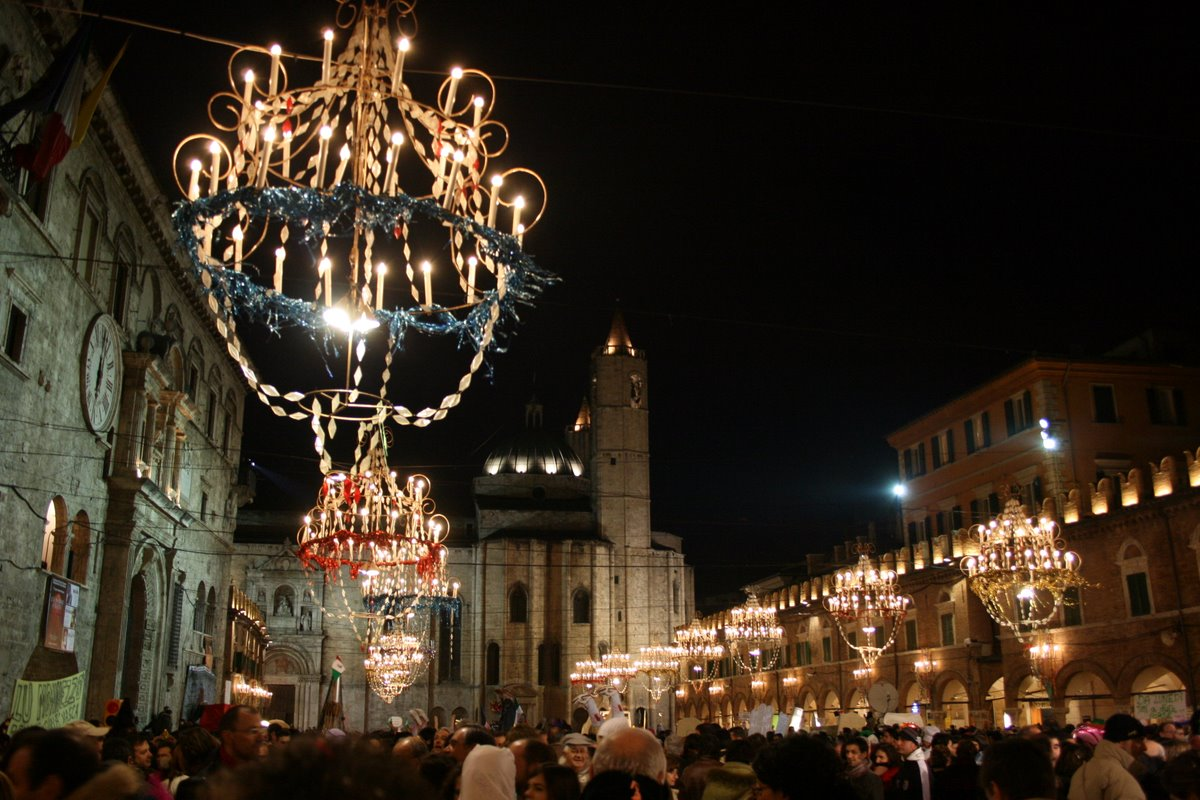
Piazza del Popolo durante il Carnevale

Il Carnevale di Ascoli Piceno è la tradizionale manifestazione in maschera che si tiene, nella città marchigiana, nel periodo compreso tra la ricorrenza di sant'Antonio abate e la Quaresima.

## Storia
Il Carnevale ascolano inizia ogni anno con la festa di sant'Antonio abate, 17 gennaio, ideale spartiacque tra il periodo di rispetto natalizio e quello in cui, per dirla alla sant'Agostino, è: «semel in anno licet insanire».
Caratterizzato dalla massiccia presenza e dalla partecipazione di moltissimi ascolani è da sempre un evento molto sentito da tutta la cittadinanza. 
Si tiene nei giorni del giovedì grasso, la domenica di carnevale ed il martedì grasso. In queste tre date, tra le altre numerose iniziative, spicca il Concorso dei Gruppi mascherati, la cui prima edizione si è tenuta nell'anno 1958. Al termine della manifestazione sono annunciati i gruppi nominati, i cui componenti, il giorno della premiazione assistono alla apertura delle buste, all'interno delle quali sono custodite le classifiche finali e la nomina dei vincitori.
Le domeniche che precedono il giorno di Martedì grasso sono, in ordine cronologico, definite come: 
- la domenica degli amici,
- la domenica dei parenti,
- la domenica di carnevale.

In particolare nella domenica dei parenti, genitori e nonni, portano i propri bambini alla Festa della Fantasia. 
Nella mattinata del Giovedì grasso, si tiene il Carnevale delle scuole in Piazza del Popolo alla presenza di Sua Maestà il Re del Carnevale Buonumor Favorito.

## Carnevale in Piazza del Popolo
Cuore dell'evento diventa l'area cittadina di piazza del Popolo che, abbellita da eleganti lampadari fin de siècle, si trasforma in una grande sala da ballo pronta ad accogliere ed ospitare tutti gli intervenuti. Tutta la zona che circonda la piazza e le strade del centro storico sono, inoltre, addobbate con altri lampadari policromi che, illuminando le vie, creano l'atmosfera di un fastoso teatro all'aperto. Ad Ascoli, il carnevale trova nel suo spirito giocoso la particolarità di coinvolgere tutti i presenti, sia mascherati o sia semplici spettatori. La città si popola di gruppi mascherati e di tante maschere singole, comunemente dette macchiette, che, con pochi mezzi e tanta inventiva, riescono a far vivere con ironia, arguzia e sagacia l'anima e l'essenza surreale della manifestazione, coinvolgendo nelle loro storie, nelle loro rappresentazioni e nei loro racconti anche i presenti che diventano parte integrante della loro mascherata.

### Gruppi mascherati eMacchiette
Al Carnevale di Ascoli partecipano gruppi mascherati e maschere singole (macchiette); i primi, divisi per categorie in base al numero dei partecipanti, si organizzano con costumi, scenografie dislocate in giro per la città e tutto il necessario per mettere su degli sketch sceneggiati spesso recitati nel dialetto locale.
Le macchiette sono singoli cittadini che, solitamente, imitano personaggi celebri della realtà locale o nazionale, come un sindaco, un assessore, o come noti politici, Presidenti del Consiglio o della Repubblica.
Maschera del Carnevale di Ascoli Piceno è lu sfrigne, pezzente che si ripara con un ombrello da cui pendono aringhe

## Carnevale nel Piceno
Il Carnevale ascolano, insieme ad altre tre storiche manifestazioni: il Carnevale di Offida, il Carnevale di Castignano ed il Carnevale di Pozza, costituisce il "Carnevale storico del Piceno". Nell'ambito di questa iniziativa, è inserita anche il "Carnevale in Commedia – rassegna di Commedia dell'Arte". Questi quattro Carnevali, oltre ad essere diversi ciascuno rispetto agli altri tre, lo sono anche rispetto al resto del panorama nazionale in cui il divertimento è quasi sempre legato alle sfilate di carri allegorici in cartapesta. Nel territorio piceno, il carnevale si svolge a terra attraverso un continuo scambio di ruoli tra le maschere e gli spettatori, i quali diventano essi stessi protagonisti dell'azione scenica. Ecco come mai si tende ad identificare l'ascendenza del "Carnevale storico del Piceno", nella tradizione della commedia dell'arte, di cui oggi queste maschere sono figlie.